# Gardy Girault
Gardy Girault (prononciation française : [ɡaʁdi ʒiʁo]), stylisé en G∆rdy Gir∆ult, est un musicien de musique électronique, DJ, remixeur et producteur de musique haïtien.

## Biographie
Gardy Girault est né à Port-au-Prince, en Haïti. Il est un pionnier d'un sous-genre de musique électronique appelé rara tech qui fusionne le genre afro-haïtien rara avec la musique house. Animé par sa passion pour la musique électronique vivante, il intègre des éléments ancestraux originaires de son pays, créant ainsi une expérience musicale unique et contemporaine,,,,,,,,. Son album Kiskeya sort en 2015.